# Verwaltungsgliederung der Oblast Kursk
Die Oblast Kursk im Föderationskreis Zentralrussland der Russischen Föderation gliedert sich in 28 Rajons und 5 Stadtkreise. Den Rajons sind insgesamt 27 Stadt- und 480 Landgemeinden unterstellt (Stand: 2010).

## Stadtkreise
| [ 1 ] | Stadtkreis     | Einwohner | Fläche (km²) | Bevölkerungs- dichte (Ew./km²) |
| ----- | -------------- | --------- | ------------ | ------------------------------ |
| II    | Kursk          | 413.528   | 189          | 2188                           |
| III   | Kurtschatow    | 47.060    | 55           | 856                            |
| IV    | Lgow           | 21.332    | 38           | 561                            |
| I     | Schelesnogorsk | 98.594    | 112          | 880                            |
| V     | Schtschigry    | 17.454    | 21           | 831                            |

## Rajons
| [ 1 ] | Rajon                 | Einwohner | Fläche (km²) | Bevölkerungs- dichte (Ew./km²) | Stadt- bevölkerung | Land- bevölkerung | Verwaltungssitz       | Weitere Orte | Anzahl Stadt- gemeinden | Anzahl Land- gemeinden |
| ----- | --------------------- | --------- | ------------ | ------------------------------ | ------------------ | ----------------- | --------------------- | --- | ----------------------- | ---------------------- |
| 1     | Belaja                | 18.241    | 950          | 19                             | –                  | 18.241            | Belaja                | | –                       | 18                     |
| 2     | Bolschoje Soldatskoje | 12.833    | 780          | 16                             | –                  | 12.833            | Bolschoje Soldatskoje | | –                       | 12                     |
| 26    | Chomutowka            | 13.252    | 1150         | 12                             | 4.424              | 8.828             | Chomutowka            | 1. Sjeljony Sad, 2. Sjeljony Sad, 2. Starschenski, 3. Starschenski, Aleksina, Altuchowka, Amon, Arsenjewka, Beresnjak, Beresowoje, Bibikow, Bobylewka, Bogomolow, Bogoslowka, Bolschaja Aleschnja, Borissowka, Borschtschewka, Bryssina, Bupel, Chatuscha, Cholsowka, Degtjarka, Demenino, Dobroje Pole, Dobry Krestjanin, Dubowiza, Georgijewski, Glamasdino, Golubowka, Imeni Krupskoj, Iskra, Jaroslawka, Jasnaja Poljana, Jefrossimowo, Jelisawetinski, Judowka, Kalinowka, Kapustino, Kirillowka, Klewen, Klinzy, Kljussow, Koljatschek, Koschanowka, Krasnaja Poljana, Krasnaja Polossa, Krasnaja Streliza, Krasny Kurgan, Krasny Pachar, Krasny Pachar, Kultproswet, Kurenka, Ladygina, Lekta, Lobki, Lugowoje, Malaja Aleschnja, Malejewka, Malinowski, Manino, Medweschje, Melnitschischtsche, Menschikowo, Michalewka, Mokroussowo, Muchino, Nadeika, Nischneje Tschupachino, Nischni Woronok, Nischnjaja Turanka, Obschi, Olchowka, Passek, Perejesd, Perestupleno, Petrowskoje, Petschischtsche, Pletnew, Ploski, Podlesnaja Poljana, Podrownoje, Pody, Poljana, Possadka, Prawaja Lipa, Prichodkowo, Prilepy, Ptschelka, Redkije Dubki, Rodionowka, Romanowo, Rownoje, Rowzy, Safronowka, Salnoje, Salessje, Salosje, Samochwalowka, Saretschje, Schagarowo, Schatunowka, Schedenowka, Schedjonowski, Schewtschenko, Schichowka, Schirkow, Schukow, Schurawlewka, Serowka, Setki, Skoworodnewo, Slobino, Smorodino, Snytkino, Starscheje, Strekalowo, Swenjatschka, Swjatosjorka, Swoboda, Taborischtsche, Teplowka, Tscheremoschki, Tschubarowka, Tschubarowka, Turka Perwaja, Turka Wtoraja, Uljanowka, Uspenski, Werchni Woronok, Werchnjaja Tschupachina, Werchnjaja Turanka, Wessjoly, Wet, Wetschernjaja Sarja, Wiktorowka, Wjaschenka, Wolokitino, Zukanow | 1                       | 20                     |
| 5     | Dmitrijew             | 17.762    | 1270         | 14                             | 7.639              | 10.123            | Dmitrijew-Lgowski     | | 1                       | 19                     |
| 25    | Fatesch               | 21.296    | 1300         | 16                             | 5.042              | 16.254            | Fatesch               | | 1                       | 21                     |
| 3     | Gluschkowo            | 23.329    | 860          | 27                             | 9.527              | 13.802            | Gluschkowo            | 1. Muschiza, 2. Muschiza, Aleksejewka, Budki, Byrdin, Chodeikowo, Chodjakowka, Dronowka, Gluschkowo, Imeni Kalinina, Jelisawetowka, Jurassowo, Kabanowka, Karysch, Kekino, Kobylki, Kolodeschi, Korowjakowka, Kosyrewka, Krasnooktjabrskij, Kulbaki, Leschtschinowka, Markowo, Medweschje, Neonilowka, Nischni Mordok, Nowoiwanowka, Nowy Put, Obuchowka, Olchoschemtschugow, Otruba, Otruba, Pankratowka, Politotdelski, Popowo-Leschatschi, Rschawa, Sabolotowka, Samarka, Sarja, Schagarowo, Sergejewka, Serpowka, Sinjak, Suchinowka, Swannoje, Tjaschino, Tjotkino, Urussy, Wessjoloje, Wolfino, Wolfinski, Wyssokoje | 2                       | 14                     |
| 4     | Gorschetschnoje       | 18.622    | 1400         | 13                             | 6.142              | 12.480            | Gorschetschnoje       | | 1                       | 15                     |
| 8     | Kastornoje            | 19.328    | 1230         | 16                             | 8.562              | 10.766            | Kastornoje            | Nowokastornoje, Olymski | 3                       | 21                     |
| 9     | Konyschowka           | 11.637    | 1070         | 11                             | 3.602              | 8.035             | Konyschowka           | | 1                       | 18                     |
| 10    | Korenewo              | 18.140    | 850          | 21                             | 5.983              | 12.157            | Korenewo              | | 1                       | 16                     |
| 11    | Kursk                 | 48.477    | 1620         | 30                             | –                  | 48.477            | Kursk                 | | –                       | 21                     |
| 12    | Kurtschatow           | 16.577    | 700          | 24                             | 9.852              | 6.725             | Kurtschatow           | Iwanino, im. Karla Liebknechta | 2                       | 10                     |
| 13    | Lgow                  | 15.620    | 1080         | 14                             | –                  | 15.620            | Lgow                  | | –                       | 17                     |
| 14    | Manturowo             | 13.360    | 1010         | 13                             | –                  | 13.360            | Manturowo             | | –                       | 19                     |
| 15    | Medwenka              | 18.913    | 1090         | 17                             | 4.695              | 14.218            | Medwenka              | | 1                       | 15                     |
| 16    | Obojan                | 30.911    | 1090         | 28                             | 13.696             | 17.215            | Obojan                | | 1                       | 19                     |
| 17    | Oktjabrski            | 23.803    | 620          | 38                             | 5.430              | 18.373            | Prjamizyno            | | 1                       | 10                     |
| 18    | Ponyri                | 11.647    | 690          | 17                             | 4.302              | 7.345             | Ponyri                | | 1                       | 13                     |
| 19    | Pristen               | 17.933    | 1010         | 18                             | 7.766              | 10.167            | Pristen               | Kirowski | 2                       | 18                     |
| 20    | Rylsk                 | 37.492    | 1550         | 24                             | 17.633             | 19.859            | Rylsk                 | | 1                       | 27                     |
| 6     | Schelesnogorsk        | 16.494    | 991          | 17                             | 1.950              | 14.544            | Schelesnogorsk        | Magnitny | 1                       | 18                     |
| 28    | Schtschigry           | 12.714    | 1220         | 10                             | –                  | 12.714            | Schtschigry           | | –                       | 18                     |
| 22    | Solnzewo              | 16.528    | 1090         | 15                             | 4.409              | 12.119            | Solnzewo              | | 1                       | 16                     |
| 7     | Solotuchino           | 23.334    | 1150         | 20                             | 4.516              | 18.818            | Solotuchino           | | 1                       | 19                     |
| 21    | Sowetski              | 20.907    | 1150         | 18                             | 6.673              | 14.234            | Kschenski             | | 1                       | 18                     |
| 23    | Sudscha               | 28.809    | 1010         | 29                             | 6.652              | 22.157            | Sudscha               | | 1                       | 21                     |
| 24    | Tim                   | 12.268    | 850          | 14                             | 3.473              | 8.795             | Tim                   | | 1                       | 13                     |
| 27    | Tscheremissinowo      | 10.415    | 840          | 12                             | 3.678              | 6.737             | Tscheremissinowo      | | 1                       | 14                     |

Anmerkungen:
1. 1 2  Nummer des Rajons/Stadtkreises (in alphabetischer Reihenfolge der Namen im Russischen)
2. 1 2  Einwohnerzahlen vom 1. Januar 2010 (Berechnung)
3. ↑  Siedlungen städtischen Typs bzw. Stadtgemeinden
4. 1 2 3 4 5  Stadt gehört nicht zum Rajon, sondern bildet eigenständigen Stadtkreis; Einwohnerzahl der Stadt nicht bei der Berechnung der Bevölkerungsdichte berücksichtigt